# P'tit Joc
P'tit Joc è una serie di fumetti realistici francesi creata dallo sceneggiatore Jean Ollivier e dal disegnatore André Joy e pubblicata sul settimanale giovanile Vaillant dal marzo 1952 all'aprile 1962.Juan B. Miguel Muñoz, disegnatore, dal 1958 al 1960 sostituì Joy nella realizzazione delle pagine, poi subentrò Claude-Henri fino al 1962, mentre Pierre Castex e lo stesso Joy sostituirono occasionalmente Ollivier. Nel 1969, Joy e Ollivier realizzano due nuovi racconti, rimasti inediti fino al 2009.
P'tit Joc è la storia di un adolescente con la passione per l'equitazione che lavora in una scuderia e che, grazie alla perseveranza, riesce a diventare primo fantino, suscitando diverse gelosie. Oltre a gareggiare, deve sostenere varie avventure, che di solito affronta con l'aiuto dell'amica Luce.
Ispirata, in linea di principio, alla serie americana Rusty Riley, P'tit Joc se ne differenzia per il tono più umanistico e per le storie diverse. Per Patrick Gaumer, si tratta di uno degli "innegabili capolavori del dopoguerra".